# إدوارد ستيوارت كاردينال ديك
إدوارد ستيوارت كاردينال ديك (بالإنجليزية: Edward Stuart Cardinal Dyke)‏ هو عالم طبيعي جنوب أفريقي، ولد في 24 أغسطس 1872، وتوفي في 21 يناير 1915.